# Estadio Terreno la Formadora
El estadio de fútbol de La Formadora se ubica en la ciudad de Sancti Spíritus perteneciente a la provincia de Sancti Spíritus, en la Zona Central de Cuba. El estadio es propiedad municipal y en él juega sus partidos como local el equipo de fútbol FC Sancti Spíritus. El estadio se sitúa cerca del estadio de béisbol José Antonio Huelga, y la grada de tribuna tiene una capacidad de 2.843 espectadores.

## Historia
El día 25 de junio de 1993 se inauguró La Formadora de Maestros de la provincia de Sancti Spíritus y con el estadio de La Formadora. En 1995 pasó a ser el cuartel general del FC Sancti Spíritus. El partido inaugural fue un choque entre dos equipos de la ciudad.Está localizado en la Formadora de Maestros a 1 kilómetros del centro de la ciudad, y con altitud de 50 metros sobre el nivel del mar.
- Datos: Q5848416